# Orde (rekenkunde)
Rekenkundige bewerkingen kunnen worden ingedeeld naar orde. 
Tellen wordt wel een bewerking van de nulde orde genoemd. Tellen wil zeggen dat er, wiskundig gezien, na een (natuurlijk) getal altijd een getal bestaat dat 1 groter is. 
{\displaystyle 0}
{\displaystyle 0+1=1}
{\displaystyle 1+1=(0+1)+1=2}
{\displaystyle 2+1=((0+1)+1)+1=3}
{\displaystyle 0+\underbrace {1+1+\cdots +1} _{getal}=getal}
Tellen, met name het tellen van dingen, is nauw verbonden met het begrip bijectie.

## Eerste orde
Bij een rekenkundige bewerking is er steeds sprake van drie begrippen:
- de grondtallen
- de bewerking
- de uitkomst

Optellen is een rekenkundige bewerking van de eerste orde. Het kan worden gezien als herhaald tellen, of als het tellen vanaf (op) een bepaald getal:
{\displaystyle {grondtal_{1}}+\underbrace {1+1+\cdots +1} _{grondtal_{2}}=uitkomst}
of wel:
{\displaystyle grondtal_{1}+grondtal_{2}=uitkomst}

### Commutatief
Een optelling is commutatief , dat wil zeggen dat volgorde van bewerken de uitkomst niet beïnvloedt. Dus: {\displaystyle a+b=b+a}
voorbeeld:
{\displaystyle {\begin{matrix}3+5=\underbrace {1+1+1} _{3}+\underbrace {1+1+1+1+1} _{5}=8\\5+3=\underbrace {1+1+1+1+1} _{5}+\underbrace {1+1+1} _{3}=8\end{matrix}}}

### Inverse
Om te weten wat {\displaystyle grondtal_{1}} is als alleen {\displaystyle grondtal_{2}} en de {\displaystyle uitkomst} bekend zijn, moet worden afgetrokken:
{\displaystyle uitkomst-grondtal_{2}=grondtal_{1}}
Hetzelfde geldt voor een onbekend {\displaystyle grondtal_{2}}:
{\displaystyle uitkomst-grondtal_{1}=grondtal_{2}}
Aftrekken is eveneens een bewerking van de eerste orde en is de inverse (omgekeerde bewerking) van optellen.

## Tweede orde
Vermenigvuldigen is een rekenkundige bewerking van de tweede orde. Het wordt gezien als het herhalen van optellingen:
{\displaystyle \underbrace {grondtal_{1}+grondtal_{1}+\cdots +grondtal_{1}} _{grondtal_{2}}=uitkomst}
of wel:
{\displaystyle grondtal_{1}\times grondtal_{2}=uitkomst}

### Commutatief
Een vermenigvuldiging is commutatief , dat wil zeggen dat volgorde van bewerken de uitkomst niet beïnvloedt. Dus: {\displaystyle a\times b=b\times a}
voorbeeld:
{\displaystyle {\begin{matrix}3\times 5=\underbrace {5+5+5} _{3}=15\\5\times 3=\underbrace {3+3+3+3+3} _{5}=15\end{matrix}}}

### Inverse
Om te hier weten wat {\displaystyle grondtal_{1}} is als alleen {\displaystyle grondtal_{2}} en de {\displaystyle uitkomst} bekend zijn, moet worden gedeeld:
{\displaystyle uitkomst\div grondtal_{2}=grondtal_{1}}
Hetzelfde geldt voor een onbekend {\displaystyle grondtal_{2}}:
{\displaystyle uitkomst\div grondtal_{1}=grondtal_{2}}.
Delen is eveneens een bewerking van de tweede orde en is de inverse van vermenigvuldigen.

## Derde orde
Machtsverheffen is een rekenkundige bewerking van de derde orde. Het wordt gezien al het herhaald vermenigvuldigen:
{\displaystyle \underbrace {grondtal_{1}\times grondtal_{1}\times \cdots \times grondtal_{1}} _{grondtal_{2}}=uitkomst}
of wel
{\displaystyle grondtal_{1}^{grondtal_{2}}=uitkomst}

### Niet-commutatief
Een machtsverheffing is niet-commutatief, dat wil zeggen dat volgorde van bewerken de uitkomst beïnvloedt. Dus: {\displaystyle a^{b}\not =b^{a}}
voorbeeld:
{\displaystyle {\begin{matrix}2^{5}=\underbrace {2\times 2\times 2\times 2\times 2} _{5}=32\\5^{2}=\underbrace {5\times 5} _{2}=25\end{matrix}}}
Bij grote uitzondering kan een berekening de zelfde antwoorden opleveren, zoals bij: {\displaystyle 2^{4}=4^{2}=16}

### Inverse
Om hier te weten wat het {\displaystyle grondtal_{1}} is als alleen {\displaystyle grondtal_{2}} en de {\displaystyle uitkomst} bekend zijn, moet de wortel worden getrokken:
{\displaystyle {\sqrt[{grondtal_{2}}]{uitkomst}}=grondtal_{1}}
Voor een onbekend {\displaystyle grondtal_{2}} moet de logaritme worden berekend:
{\displaystyle grondtal_{1}}{\displaystyle \log(uitkomst)=grondtal_{2}}
Worteltrekken en de logaritme zijn eveneens rekenkundige bewerkingen van de derde orde en de inversen van machtverheffen.

## Hogere orden
In de praktijk eindigt hier de ordening. Men kan zich echter voorstellen, dat er hogere orden bestaan. Men kan herhaald machtverheffen, dat is dan een bewerking van de vierde orde. Deze bewerking wordt tetratie genoemd. Ook dat herhaald machtsverheffen kan men herhalen: herhaald-herhaald machtsverheffen, een bewerking van de vijfde orde. Deze ordes worden vaak aangegeven met de pijl-omhoog notatie. Zo wordt {\displaystyle 3^{3^{3^{3}}}} geschreven als
{\displaystyle 3\uparrow \uparrow 4} en {\displaystyle 3\uparrow \uparrow (3\uparrow \uparrow 3)=3\uparrow \uparrow \uparrow 3}
Merk op dat {\displaystyle 3\uparrow 4} gewoon {\displaystyle 3^{4}} is.

## Bewerkingsvolgorde
Bij een berekening die bewerkingen van verschillende ordes bevat, is de volgorde van de bewerkingen van belang. De volgorde is steeds van hoog naar laag. Als bijvoorbeeld eerst de berekeningen van de derde orde worden uitgevoerd, bestaat het resultaat nog enkel uit bewerkingen van de tweede en eerste orde. Zo wordt de berekening eenvoudiger tot men bij de nulde orde uitkomt: de feitelijk oplossing.